# Vanished (singel)
„Vanished” – singel z debiutanckiego albumu zespołu Crystal Castles. Utwór został wydany 21 czerwca 2008 roku przez Play It Again Sam Records. Zespół nie chciał wydać piosenki jako singla i nie zaakceptował listy utworów na singlu. "Tell Me What to Swallow" (beat demo) zostało odrzucone przez remix francuskiego producenta, który nie jest produkcją Ethana Katha, ale utwór pojawił się jednak na track liście. Wokal został zsamplowany z utworu "Sex City" grupy Van She.

## Lista utworów

### Digital download
1. Vanished (radio edit) - 2:58
2. Vanished (Nasty Nav remix) - 5:32
3. Tell Me What to Swallow (beat demo) - 2:14
4. Vanished (album version) - 4:02

### 7": Play It Again SamUK
1. Vanished (radio edit) - 2:58
2. Vanished (album version) - 4:02